# Totalmoney.pl
Totalmoney.pl – polska spółka i porównywarka produktów finansowych w Polsce, zestawiająca m.in. produkty kredytowe, pożyczki, konta bankowe i lokaty. Totalmoney.pl od 2016 roku jest częścią grupy Wirtualna Polska Holding.

## Historia
Totalmoney.pl został uruchomiony 17 października 2008 roku jako serwis, na którym można porównywać różne usługi finansowe. Od początku swojego istnienia koncentrował się na dostarczaniu użytkownikom narzędzi umożliwiających porównywanie ofert banków i instytucji finansowych, a w przeszłości także energii, usług telekomunikacyjnych, telewizyjnych i internetowych. Celem Totalmoney.pl jest zwiększenie transparentności na rynku finansowym oraz pomoc w podejmowaniu świadomych decyzji konsumenckich.

## Zakres działalności
Totalmoney.pl porównuje produkty finansowe w różnych kategoriach:
- kredyt hipoteczny
- kredyt gotówkowy
- kredyt konsolidacyjny
- rachunki bankowe i firmowe
- karta kredytowa
- lokata
- pożyczki pozabankowe

Serwis współpracuje z licznymi instytucjami finansowymi, bankami oraz firmami pożyczkowymi, prezentując aktualne dane na temat dostępnych ofert. Użytkownicy mają również do dyspozycji narzędzia finansowe, w tym szereg kalkulatorów, które pomagają oszacować wysokość rat i całkowitych kosztów kredytowych. Totalmoney.pl to także cytowane źródło aktualnej wiedzy finansowej w postaci eksperckiego i systematycznie rozwijanego poradnika.

## Marki własne Totalmoney.pl
Spółka Totalmoney.pl jest właścicielem kilku serwisów internetowych:
- Direct.Money.pl – poradnik i porównywarka produktów finansowych,
- 17bankow.com[9] – poradnik i porównywarka produktów finansowych,
- Finansowysupermarket.pl[10] – porównywarka produktów pozabankowych,
- Money2Money.com.pl[11] – finansowy program partnerski.

## Partnerstwo
Od lipca 2023 roku Totalmoney.pl jest członkiem Fundacji Fintech Poland, a od stycznia 2024 roku partnerem fundacji Lendtech.

## Przyznane nagrody
Najlepszy Pracodawca 2019 Kincentric Best Employer,
Najlepszy Pracodawca 2020, 2021, 2024 Kincentric Best Employer.